# Puhói járás

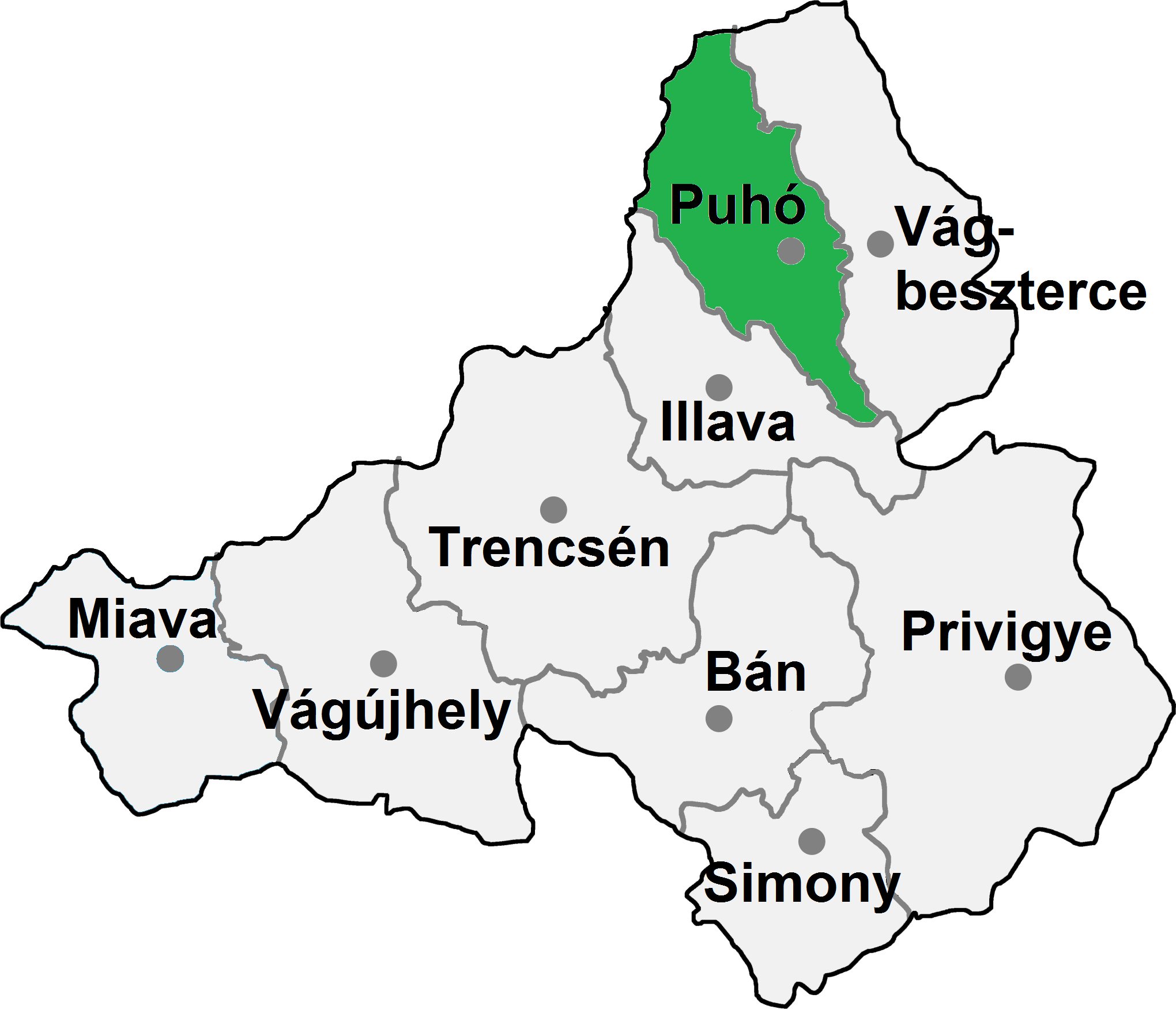
A Puhói járás

A Puhói járás (Okres Púchov) Szlovákia Trencséni kerületének közigazgatási egysége. Területe 375 km², lakosainak száma 44 659 (2011), székhelye Puhó (Púchov). A járás területe az egykori Trencsén vármegye területén fekszik.

## Népessége
| Év:            | 1994.  | 2004.   | 2014.   | 2024.   |
| -------------- | ------ | ------- | ------- | ------- |
| Emberek száma: | 45 597 | 45 641  | 44 537  | 43 483  |
| Eltérés:       |        | +0,09 % | -2,41 % | -2,36 % |

| Év:            | 2023.  | 2024.   |
| -------------- | ------ | ------- |
| Emberek száma: | 43 710 | 43 483  |
| Eltérés:       |        | -0,51 % |

## A Puhói járás települései
- Alsókocskóc (Dolné Kočkovce)
- Alsónyíresd (Dolná Breznica)
- Alsórétfalu (Lúky)
- Bellus (Beluša)
- Donány (Dohňany)
- Fehérhalom (Lysá pod Makytou)
- Felsőnyíresd (Horná Breznica)
- Felsőzáros (Záriečie)
- Hegyesmajtény (Mojtín)
- Horóc (Horovce)
- Kebeles (Streženice)
- Kvassó (Kvašov)
- Láz (Lazy pod Makytou)
- Lednic (Lednica)
- Lednickisfalu (Mestečko)
- Lednicróna (Lednické Rovne)
- Nemőc (Nimnica)
- Puhó (Púchov)
- Trencsénfogas (Zubák)
- Vidornya (Vydrná)
- Viszolaj (Visolaje)